# Sona Jobarteh
Maya Sona Jobarteh (Londen, 1983), beter bekend als Sona Jobarteh, is een Brits-Gambiaans musicus, zangeres en componiste. In een cultuur waar het bespelen van de kora voorbehouden was aan mannen, werd zij de eerste vrouwelijke professionele koraspeler.

## Biografie
Jobarteh heeft een Gambiaanse vader en een Engelse moeder. Ze groeide op in Londen en Gambia. Jobarteh komt uit de Jobarteh/Diabaté-familie, een van de grote griot-families in West-Afrika. De beroemde koraspeler Toumani Diabaté (1965-2024) maakt deel uit van dezelfde familie. Haar grootvader was de befaamde korameester Amadu Bansang Jobarteh.
In de Mandinka-cultuur was het spelen van instrumenten sinds de 13e eeuw voorbehouden aan mannen uit griot-families. Het spelen van de kora werd generatie na generatie mondeling doorgegeven van vader op zoon. Vrouwen werden geacht te zingen.
Jobarteh raakte rond haar 4e geïnteresseerd in de kora. Haar halfbroer en musicus Tunde Jegede leerde haar de basisprincipes.
Op school richtte ze zich aanvankelijk op westerse klassieke muziek. Ze studeerde westerse klassieke muziek en compositie aan de Purcell School for Young Musicians, en cello, piano en klavecimbel aan het Royal College of Music. Daarna studeerde ze geschiedenis en linguïstiek aan de School of Oriental and African Studies in Londen. Bij deze laatste school was ze onder de indruk van de grote bibliotheek met Afrikaanse literatuur, maar ze vroeg zich ook af waarom Afrikanen hun continent zouden moeten verlaten om Afrikaanse cultuur en geschiedenis te bestuderen.
Jobarteh speelde enige tijd in de band van haar broer Tunde Jegede. Ze merkte dat haar hart niet lag bij deze muziek, een mix van mainstream genres als r&b, hiphop en reggae.
Rond haar 17e besloot ze dat ze de kora en de griot-muziek en -tradities serieus wilde studeren. Ze ging hiervoor een aantal jaar in de leer bij haar vader.
In 2011 trad ze voor het eerst in het openbaar op in Gambia. Ze trad op met haar vader, wat ze zag als een bevestiging dat haar vader en familie haar steunden. Ze koos er bewust voor om niet op te treden tijdens een traditionele ceremonie zoals een bruiloft, omdat mannelijke griots hier mogelijk aanstoot aan zouden nemen.
Jobarteh bracht sinds 2008 diverse albums uit. In haar muziek speelt het traditionele griot-repertoire een grote rol. Op albums als Fasiya en Badinyaa Kumoo zingt ze in de Mandinka-taal. Ze kiest hier bewust voor omdat het horen van muziek in de eigen taal een bron van trots kan zijn. Ook wil ze de traditie levend houden in een land waar veel jongeren voor hiphop of r&b kiezen. Tegelijkertijd moderniseert ze de muziek. Dit doet ze bijvoorbeeld door traditionele instrumenten als kora, balafoon en djembé te combineren met elektrische gitaar, bas en percussie. Ook mengt ze traditionele muziek met andere stijlen als blues en afropop.
Jobarteh gaf optredens op onder andere het North Sea Jazz Festival, Afrika Festival Hertme, Sfinks en WOMAD.

### Albums
In 2011 bracht ze het album Fasiya uit, met nieuwe versies van traditionele griot-songs en eigen songs. Ze zong op dit album in het Mandinka in plaats van in het Engels. De liedjes op dit album gaan over onderwerpen als liefde, verlies en de strijd van vrouwen. De Gambiaanse griot en musicus Juldeh Camara werkte mee aan Fasiya. Songlines noemde het een elegant West-Afrikaans popalbum en vergeleek het met albums van Toumani Diabaté en Rokia Traoré.
In 2022 bracht ze het album Badinyaa Kumoo uit. Voor dit album schreef ze alle songs zelf, opnieuw in de Mandinkataal. Onder andere Youssou N'Dour en de Malinese koraspeler Ballaké Sissoko werkten mee aan het album. Onderwerpen op dit album zijn (onder meer) oorlog, de behandeling van vrouwen, een song tegen conformisme, en een song over de vraag of het wenselijk is om ouderen de macht te geven als jongeren meer capabel zijn. Songlines gaf dit album de hoogst mogelijke beoordeling (vijf sterren en het predikaat Top of the World).

### Overige projecten en samenwerkingen
Jobarteh werkte mee aan de muziek van diverse films, zo verzorgde ze vocalen op de soundtrack van de film Mandela: Long Walk to Freedom (2013).
In 2015 bracht ze de song Gambia uit ter gelegenheid van het 50-jarige jubileum van Gambia. In 2023 was de video van deze song al 24 miljoen keer bekeken op YouTube.
Ze werkte verder samen met onder andere Evelyn Glennie, het Royal Philharmonic Orchestra en LL Cool J.

### Gambia Academy
In 2014 richtte Jobarteh de Gambia Academy op, een middelbare school in Gambia. De school biedt onderwijs in reguliere vakken (zoals wiskunde en aardrijkskunde), beroepsonderwijs (bijvoorbeeld gericht op landbouw) en les in Afrikaanse talen, cultuur en geschiedenis. Onderdeel hiervan zijn lessen in traditionele West-Afrikaanse dans, percussie en instrumenten als kora en balafoon.
Jobarteh beoogt hiermee bij te dragen aan de hervorming van het Gambiaanse onderwijs en curriculum. Ze zei hierover dat het Gambiaanse onderwijs nog sporen bevat van het oude koloniale systeem. Het onderwijs in Gambia besteedt volgens haar weinig aandacht aan de Gambiaanse geschiedenis en cultuur. Het geeft jongeren nog steeds het gevoel dat de eigen cultuur minder is, en dat ze naar het westen moeten kijken voor vooruitgang.
Jobarteh hoopt met beter onderwijs te voorkomen dat nog meer getalenteerde jongeren naar het buitenland vertrekken voor onderwijs of werk (de zogenaamde brain drain). Met de Gambia Academy zet ze zich ook in om de Griot-tradities en kora-muziek over te dragen aan volgende generaties, inclusief jongens én meisjes die niet uit griot-families komen.

### Erkenning en waardering
In 2023 won Jobarteh een Songlines Music Award in de categorie Africa & Middle East. In februari 2023 stond haar album Badinyaa Kumoo op nummer 11 in de Transglobal World Music Chart. Datzelfde jaar ontving ze een eredoctoraat van het Berklee College of Music.

## Discografie
- Afro Acoustic Soul (2008)
- Motherland: The Score (2010)
- Fasiya (2011)
- Badinyaa Kumoo (2022)